# صبری اولکر
صبری اولکر (انگلیسی: Sabri Ülker) (زاده ۱۹۲۰ - درگذشته ۲۰۱۲) کارآفرین، بازرگان و مدیر ارشد اجرایی اهل ترکیه بود، که در سال ۱۹۴۴ شرکت اولکر را تأسیس نمود.